# كريستيان أوسوليفان
كريستيان أوسوليفان (بالنرويجية: Christian O'Sullivan)‏ مواليد 22 أغسطس 1991 في أوسلو، هو لاعب كرة يد بريطاني يلعب كوسط مدافع. يلعب حاليا مع آي إف كي كريستيانستاد ويحمل الرقم 24. مثل منتخب النرويج لكرة اليد.

## سجل المنافسة
شارك في البطولات التالية:
- بطولة أوروبا لكرة اليد للرجال 2014
- بطولة أوروبا لكرة اليد للرجال 2016

## روابط خارجية
- كريستيان أوسوليفان على موقع الاتحاد الدولي لكرة اليد (الإنجليزية)
- كريستيان أوسوليفان على موقع الاتحاد الأوروبي لكرة اليد (الإنجليزية)
- كريستيان أوسوليفان على موقع الاتحاد النرويجي لكرة اليد (النرويجية)
- كريستيان أوسوليفان على موقع اللجنة الأولمبية الدولية (الإنجليزية)
- كريستيان أوسوليفان على موقع أوليمبيديا (الإنجليزية)